# Havrincourt
Havrincourt (Nederlands: Havringen) is een gemeente in het Franse departement Pas-de-Calais (regio Hauts-de-France) en telt 374 inwoners (1999). De plaats maakt deel uit van het arrondissement Arras.

## Geografie
De oppervlakte van Havrincourt bedraagt 16,8 km², de bevolkingsdichtheid is 22,3 inwoners per km².
De onderstaande kaart toont de ligging van Havrincourt met de belangrijkste infrastructuur en aangrenzende gemeenten.

## Demografie
Onderstaande figuur toont het verloop van het inwonertal (bron: INSEE-tellingen).

## Oorlogsbegraafplaatsen
Op het grondgebied van de gemeente bevinden zich de Britse militaire begraafplaatsen Grand Ravine British Cemetery en Lowrie Cemetery.